# كليفورد لينكولن
كليفورد لينكولن هو سياسي كندي، ولد في 1 سبتمبر 1928 في كوريبيب في موريشيوس. حزبياً، نشط في حزب كيبيك الليبرالي والحزب الليبرالي الكندي. وقد انتخب عضو الجمعية الوطنية في كيبك ‏ وانتخب عضو مجلس العموم الكندي.